# Titia van Leeuwen
Titia Elisabeth Maria van Leeuwen (Delft, 15 mei 1950) is een voormalige Nederlandse politica voor de PSP en GroenLinks. Ze was tussen 1984 en 1988 voorzitter van de fractie van de Pacifistisch Socialistische Partij in de Eerste Kamer.
Van Leeuwen zat in Delft op de lagere school, volgde tot 1969 de hbs-b in Rijswijk, studeerde tussen 1969 en 1978 biologie en planologie aan de Universiteit van Amsterdam en volgde na haar studie de opleiding PAO inspraak, beleving woonomgeving en milieueffectrapportage en een opleiding wetenschapscorrespondentie. Van Leeuwen werkte als onderzoeker op de afdeling bouwkunde aan de Technische Hogeschool Delft. Ze werkte daarna van 1982 tot 1988 als ecoloog bij de Provinciale Planologische Dienst van Noord-Holland.
Sinds 1973 was ze lid van de PSP, tussen 1980 en 1983 lid van de redactie van het partijblad van de PSP, Bevrijding, en tussen 1984 en 1988 voor de PSP lid in de Eerste Kamer, het laatste jaar als fractievoorzitter. Ze verliet na vier jaar de Kamer omdat ze bij het ministerie van Volkshuisvesting, Ruimtelijke Ordening en Milieubeheer ging werken en was vanaf 1985 lid van de coördinatiegroep Breed Platform Vrouwen voor Economische Zelfstandigheid.
Ze werkte sinds 1988 bij het Ministerie van Volkshuisvesting, Ruimtelijke Ordening en Milieubeheer, sinds 2003 als hoofd afvalstoffenbeleid, sinds 2007 als hoofd klimaat en energie en plaatsvervangend directeur klimaat en luchtkwaliteit en was lid van de Centrale Landinrichtingscommissie. Ze zat vanaf 1988 in het partijbestuur van de PSP en was voorzitter van het wetenschappelijk bureau van de PSP. De PSP fuseerde in 1991 met de Communistische Partij van Nederland, de Politieke Partij Radikalen en de Evangelische Volkspartij tot GroenLinks. Van Leeuwen werd ook actief binnen GroenLinks, als lid van het bestuur van het Wetenschappelijk Bureau GroenLinks. Zij was sinds 1996 lid van het partijbestuur van GroenLinks, stond in 1999 op plaats vijf van de kandidatenlijst voor de Europese Parlementsverkiezingen van 1999 en was in 2004 lijstduwer op de kandidatenlijst voor de Europese Parlementsverkiezingen van 2004. 
Van Leeuwen werd in 2010 lijsttrekker voor GroenLinks bij de Provinciale Statenverkiezingen 2011 in Noord-Holland.

## Websites
- Parlement.com. Drs. T.E.M. (Titia) van Leeuwen.

- Parlement.com: vg09llnzbwu3